# Siphonomecus
Siphonomecus is een geslacht in de taxonomische indeling van de Sipuncula (Pindawormen).
Het geslacht behoort tot de familie Sipunculidae. Siphonomecus werd in 1947 beschreven door Fisher.

## Soort
Siphonomecus omvat de volgende soort:
- Siphonomecus multicinctus